# Demografia Poloniei
| An   | Populație  |
| ---- | ---------- |
| 1    | 300 000    |
| 500  | 700 000    |
| 1000 | 1 400 000  |
| 1500 | 4 000 000  |
| 1800 | 9 500 000  |
| 1900 | 24 962 000 |
| 2000 | 38 559 110 |

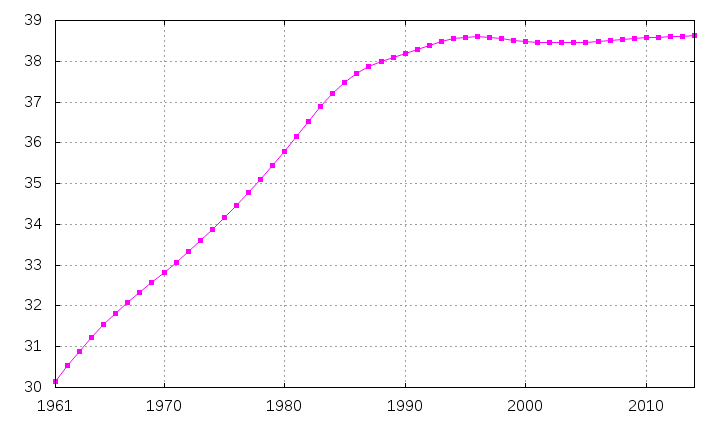

Polonia modernă are una din cele mai diverse populații din lume. Conform recensământului din anul 2002, 96,74 % din populația Poloniei sunt Polonezi (unii probabil se consideră a fi Polonezi). 97,8 % au declarat că acasă vorbesc Limba poloneză. Au mai fost înregistrați alți 1,23 % din populație care aparțin altor grupuri etnice dintre care: germani (0,4 %), bieloruși (0,1 %), ucraineni (0,1 %).
Una din principalele cauze al faptului că pe teritoriul Poloniei conviețuiesc un număr atât de mare de etnii sunt evenimentele petrecute aici la mijlocul secolului XX , care au schimbat radical situația și structura țării din toate punctele de vedere, holocaustului și a schimbărilor importante a granițelor precum și a emigrării germanilor, bielorușilor și a ucrainenilor.